# Mincivan
Mincivan est une ville située dans le raion de Zangilan en Azerbaïdjan. De 1993 à 2020, elle portait le nom de Mijnavan ou Midzhnavan (en arménien : Միջնավան) et était une ville de la région de Kashatagh dans la république du Haut-Karabagh. En 2010, la population s'élevait à 300 habitants.

## Géographie
La localité est située sur la rive droite de l'Oxçuçay, près de son embouchure avec l'Araxe à la frontière iranienne. Elle est traversée par la ligne de chemin de fer qui la relie à Kapan, en Arménie, d'une part, et par celle reliant Horadiz à Meghri.

## Histoire
Sous l'Empire russe, Mincivan faisait partie de l'ouïezd de Zanguezour situé dans le gouvernement d'Elisavetpol.
Intégré à la république démocratique d'Azerbaïdjan en 1918, puis à la république socialiste soviétique qui lui succède en 1920, Mincivan est inclus dans le raion de Zangilan lors de sa création le 8 août 1930.
Au cours de la guerre du Haut-Karabagh, le village est occupé par les forces arméniennes le 29 octobre 1993, rebaptisé Mijnavan et incorporé à la région de Kashatagh dans la république du Haut-Karabagh. À la suite de l'offensive azerbaïdjanaise pour reprendre le contrôle de ses territoires perdus, le village repasse sous l'autorité de Bakou le 21 octobre 2020.